# یازی‌کوناک (گوراویماق)
یازی‌کوناک (به ترکی استانبولی: Yazıkonak) (به کردی: Nîst) یک منطقهٔ مسکونی در ترکیه است که در گوراویماق واقع شده‌است. یازی‌کوناک ۲۲۰ نفر جمعیت دارد.